# Afrolimnichus oblongus
Afrolimnichus oblongus is een keversoort uit de familie dwergpilkevers (Limnichidae). De wetenschappelijke naam van de soort werd in 1974 gepubliceerd door Joseph Delève.